# Hamlets
Hamlets (cunoscut și sub denumirea de IBM Servlet-based Content Creation Framework) este numele unui sistem open source pentru a genera pagini de Internet care o fost inițial dezvoltat de către René Pawlitzek la IBM. El definește un Hamlet ca o extensie a unui servlet care citește un fișier template în format XHTML ce conține descrierea prezentării folosind SAX (Simple API for XML) și adugă conținut, în mod dinamic, În locurile din template marcate cu identificatori speciali folosind funcții callback. Un compilator de template poate fi folosit pentru a accelera Hamlets.
Hamlets oferă o platforma care ușurează dezvoltarea de aplicații pentru Internet într-un mod ușor de folosit, ușor de înteles, ce folosește puține resurse, bazat pe tehnologia servlet. Platforma Hamlets nu doar suportă ci obliga diferențierea dintre conținut și prezentare.